# Isländische Fußballmeisterschaft 1945
Die isländische Fußballmeisterschaft 1945 war die 34. Spielzeit der höchsten isländischen Fußballliga.
Der Titel ging zum insgesamt elften Mal, und zum vierten Mal in Folge, an Valur Reykjavík.

## Abschlusstabelle
| Pl. | Verein              | Sp. | S | U | N | Tore    | Quote | Punkte |
| --- | ------------------- | --- | - | - | - | ------- | ----- | ------ |
| 1.  | Valur Reykjavík (M) | 3   | 3 | 0 | 0 | 015:000 | ∞     | 06:0   |
| 2.  | KR Reykjavík        | 3   | 2 | 0 | 1 | 010:100 | 10,00 | 04:20  |
| 3.  | Fram Reykjavík      | 3   | 0 | 1 | 2 | 001:120 | 0,08  | 01:50  |
| 4.  | Víkingur Reykjavík  | 3   | 0 | 1 | 2 | 001:140 | 0,07  | 01:50  |

| (M) | amtierender isländischer Meister |

### Kreuztabelle
Die Kreuztabelle stellt die Ergebnisse aller Spiele dieser Saison dar. Die Heimmannschaft ist in der ersten Spalte aufgelistet, die Gastmannschaft in der obersten Reihe. Die Ergebnisse sind immer aus Sicht der Heimmannschaft angegeben.
| 1945               |   | KR Reykjavík | Fram Reykjavík | Víkingur Reykjavík |
| Valur Reykjavík    |   | 1:0          | 5:0            | 9:0                |
| KR Reykjavík       | – |              | 6:0            | 4:0                |
| Fram Reykjavík     | – | –            |                | 1:1                |
| Víkingur Reykjavík | – | –            | –              |                    |